# Save your dream
〈save your dream〉은 일본의 가수 카하라 토모미의 다섯 번째 싱글 앨범으로. 1996년 10월 2일 발매되었다. (8cm CD: PIDX-1011) 곡의 작사 ·  작곡 ·  편곡 모두를 코무로 테츠야 혼자 담당했으며, 1번 트랙의 믹싱 작업을 케이스 "KC" 코헨 (Keith "KC" Cohen)이, 2 ·  3번 트랙의 리믹스를 게리 라이트 (Gary Wright)가 맡았다. 이 곡은 롯데에서 생산한 초콜릿 "사샤"의 광고 음악이기도 하다.
작품은 1996년 10월 14일자 오리콘 싱글 차트에서 1위에 올랐으며, 카하라의 싱글 중에서 최초로 1위를 기록한 곡이 된다. (또한 그 달의 월간 차트에서 역시 1위를 차지했다.) 일본레코드협회에서는 바로 다음달인 11월에 작품이 밀리언 셀러를 돌파했다고 인정하고 있다.

## 수록곡
- 믹싱: 케이스 "KC" 코헨 (Keith "KC" Cohen, #1)
- 리믹스: 게리 라이트 (Gary Wright, #2-3)

| #            | 제목                                    | 작사          | 작곡          | 편곡          | 재생 시간 |
| ------------ | --------------------------------------- | ------------- | ------------- | ------------- | --------- |
| 1.           | 〈〈save your dream〉〉 (Original Mix)  | 코무로 테츠야 | 코무로 테츠야 | 코무로 테츠야 | 5:02      |
| 2.           | 〈〈save your dream〉〉 (Deep Dark Mix) |               |               |               | 5:37      |
| 3.           | 〈〈save your dream〉〉 (Lotte Remix)   |               |               |               | 8:35      |
| 총 재생 시간 | 총 재생 시간                            | 총 재생 시간  | 총 재생 시간  | 총 재생 시간  | 19:14     |